# Emma Kirchner

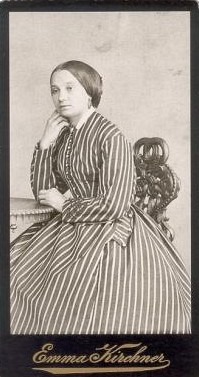
Selbstporträt Emma Kirchners auf ihrer Visitenkarte (zwischen 1863 und 1871)

Emma Kirchner, eigentlich  Johanna Frederika Doris Emma Kirchner (* 30. März 1830 in Leipzig; † 10. Februar 1909 in Amsterdam) war eine deutsche Fotografin, die in den Niederlanden gearbeitet und gelebt hat. Sie war die erste und mehr als 30 Jahre einzige weibliche Berufsfotografin in Delft und Umgebung.

## Kindheit und Jugend in Leipzig
Emma Kirchner wurde 1830 als älteste Tochter von Johanna Frederika Fritzsche und Carl Pancras Kirchner, einem Schneider, in Leipzig geboren. Knapp drei Jahre später kam ihre Schwester Maria Amalia Louisa zur Welt. Nur vier Monate danach starb der Vater. Die Mutter führte die Schneiderei selbständig weiter. 1841 zog die Familie in das Haus Neukirchhof 7 im Zentrum Leipzigs (im 2. Weltkrieg zerstört, heute Matthäikirchhof). Unweit davon eröffnete die Mutter in der Großen Fleischergasse 24 eine neue Schneiderei.
22-jährig und unverheiratet brachte Emma Kirchner am 26. Dezember 1852 ihre Tochter Elisa Augusta Doris Ida (Rufname Doris) zur Welt. Der Vater war der Leipziger Verleger und Buchhändler Rudolph Löes. Ihre Schwester Maria hatte wenige Tage vorher ebenfalls eine Tochter geboren, die den Namen Emma erhielt.
Eine Ausbildung oder Berufstätigkeit Kirchners in Leipzig ist nicht nachweisbar, doch muss sie das fotografische Handwerk während dieser Zeit erlernt haben ebenso wie das grundlegende Wissen zur Unternehmensführung. Bei ihrer Übersiedlung in die Niederlande gab sie bereits bei Ankunft den Beruf Fotografin an, eröffnete nur wenig später ihr Fotoatelier.

### Fotografisches und emanzipiertes Umfeld

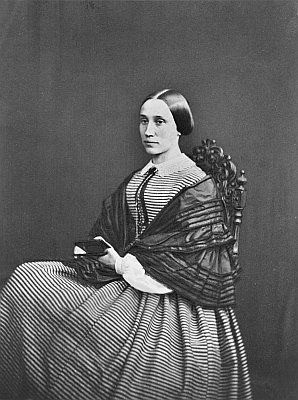
Emma Kirchner mit etwa 25 Jahren (um 1855). Fotografin: Bertha Wehnert-Beckmann

Bedingt durch die Wohnlage und den Arbeitsort der Mutter gehörten für Emma Kirchner die Fotoateliers der Anfangszeit mit ihren großen Tageslichtfenstern zum vertrauten Straßenbild. 1839 hatte Louis Daguerre ein Fotografieverfahren veröffentlicht, das ab dem 19. August 1839 als Daguerreotypie für jedermann (außer in England) zur unentgeltlichen Nutzung freigegeben war. Noch für das gleiche Jahr ist die Anwendung für Leipzig belegt.
Ebenfalls noch 1839 sowie in den darauffolgenden Jahren erschienen in der Buchstadt Leipzig gedruckte Anleitungen zum Fotografieren mittels Daguerreotypie.
In der Großen Fleischergasse, wo Kirchners Mutter die Schneiderei führte, befand sich ein Fotoatelier, weitere unweit in der Burgstraße. In der Burgstraße 8 betrieb die erste Berufsfotografin Europas Bertha Wehnert-Beckmann, wie Kirchner Tochter eines Schneiders, ihr Fotoatelier. Zuvor schon als Fotografin selbständig in Dresden und reisend hatte sie es 1843 gemeinsam mit dem Daguerreotypisten Eduard Wehnert eröffnet. Bald danach heirateten die beiden, doch bereits 1847 verwitwete Wehnert-Beckmann und führte das Atelier in den Folgejahren mit Angestellten, jedoch ohne neue Geschäftspartnerschaft fort. Von 1849 bis 1851 arbeitete sie in New York in einem eigenen Fotoatelier am Broadway, das florierte. Zurückgekehrt kaufte sie sich ein Grundstück in einer guten Wohngegend und ließ sich ein Haus mit Atelier bauen. In der Forschung wird angenommen, dass Emma Kirchner bei Wehnert-Beckmann ihre Ausbildung zur Fotografin erhielt, jedoch existiert kein Beleg.
Die Schriftstellerin und Frauenrechtlerin Louise Otto-Peters hatte 1849 in Leipzig die frauenpolitische Wochenzeitschrift Frauen-Zeitung gegründet und bis zu ihrem faktischen Berufsverbot durch die sogenannte Lex Otto 1850 hier herausgegeben. Otto-Peters lebte seit 1860 dauerhaft in Leipzig. Sie veröffentlichte 1864 den sozialkritischen Roman Neue Bahnen. Im Buch thematisierte die Autorin erstmals die Probleme einer berufstätigen, alleinstehenden Frau aus höheren Kreisen. Die Romanfigur erhält bei einer selbständigen Fotografin mit eigenem Atelier eine Ausbildung.

## Leben und Arbeit in den Niederlanden
1860 heiratete Kirchners Schwester Maria den Gewehrmacher und Schmied Frederik Gräfe aus Delft und lebte fortan dort. Am 6. November 1863 zogen auch Emma Kirchner und ihre Mutter nach Delft. Dort wohnten sie Wijk 1, Nr. 179 (heute Vijverstraat 11). Vom Delfter Wijkmeester (für ein Stadtviertel verantwortlicher Beamter) ließ sich Kirchner als Fotografin registrieren. Noch vor Ende des Jahres eröffnete sie mit ihrem Schwager Frederik Gräfe ein Fotoatelier unter dem Namen E. Kirchner & Co in der Zuiderstraat, die parallel zu ihrer Wohnstraße lag.
Die Visitenkarten des Ateliers weisen wechselnde Hausnummern und für eine kurze Zeit die Wohnadresse auf. Die Historikerin Petra Notenboom schloss aus ihren Recherchen, dass es dazu durch mehrere Zeiten von Umbauten am Atelier kam.
Im September 1871 trennten sich Kirchner und Gräfe als Geschäftspartner. Der Schwager arbeitete fortan als Fotograf in der gleichen Straße bis 1898, betrieb von 1882 bis 1886 eine zweite Filiale in Rotterdam und machte sich zudem einen Namen als Hoflieferant, Lithograf und Drucker.
1875 ging Kirchner eine neue Geschäftspartnerschaft mit Henri de Louw (eigentlich Johannes Hendricus Jacobus de Louw) ein, der im Juli ihre Tochter Doris ehelichte und den sie etwa drei Jahre zuvor als Lehrling angestellt hatte. Das Atelier warb seitdem mit dem Angebot von Emailporträts und der Vergrößerung von Visitenkarten. 1876 zog das Paar in eine eigene Wohnung und bekam das erste Kind. Nach etwa einem Jahr gemeinsamer Arbeit unter dem Namen Henri de Louw en Emma Kirchner trennten sich die Geschäftspartner und de Louw eröffnete ein eigenes Fotoatelier am Wohnsitz Koornmarkt in Delft.
1878 starb Emma Kirchners Mutter, 1883 ihre Schwester Maria. Kirchner führte noch mehrere Jahre ihr Atelier, bis sie es im Mai 1899, inzwischen 69-jährig, aufgab. Seit 1863 war sie bis zum Ende ihres Arbeitslebens die einzige weibliche Berufsfotografin in Delft und Umgebung gewesen. Ihr Atelier verkaufte sie an Johannes van Doorne. Dieser hatte seine Ausbildung bei Gräfe erhalten und war ab 1890 als Assistent bei Kirchner beschäftigt.
Nach der Atelieraufgabe übersiedelte Kirchner zuerst nach Den Haag, wohin die Familie ihrer Tochter inzwischen umgezogen war. Nach deren Scheidung 1901 folgte sie ihr nach Amsterdam. Die letzten Lebensjahre verbrachte sie gemeinsam mit ihrer Tochter bei der Familie ihrer Enkelin, die den Komponisten Bernard Zweers geheiratet hatte. Am 10. Februar 1909 verstarb sie im Alter von 78 Jahren.
Das Stadtarchiv Delft besitzt eine Sammlung von Aufnahmen aus Emma Kirchners Hand und beschreibt sie als talentvolle Porträtistin, deren Fotografien durch kunstsinnige Kompositionen auffallen.

## Werke
- Daguerreotypien und Photographien
- Porträts aller Bevölkerungsschichten von Damen, Herren, Kindern, Familien und Geschäftsleuten
- Aufnahmen in Arbeitssituationen, vor allem von Frauen

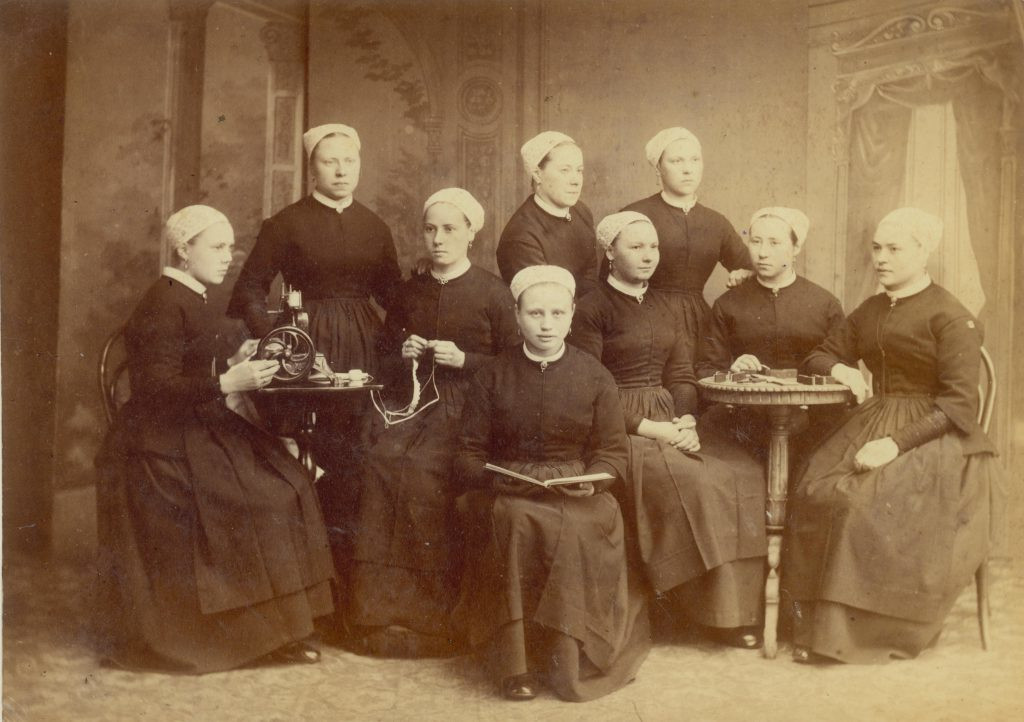
Waisenkinder des Waisenhauses an der Oude Delft, um 1880
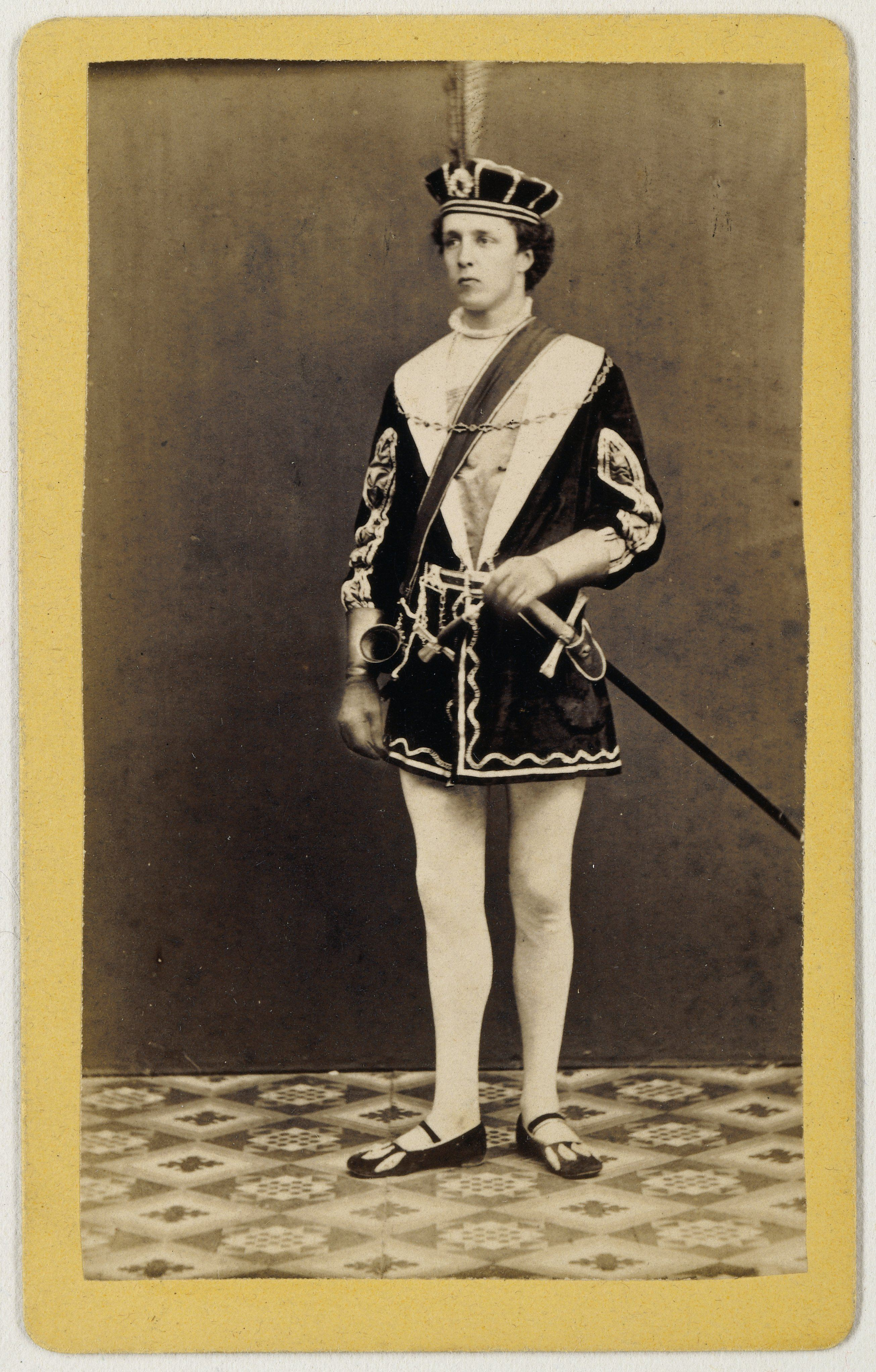
Porträt des (vermutlich) Delfter Studenten W.H. Havelaar, um 1873
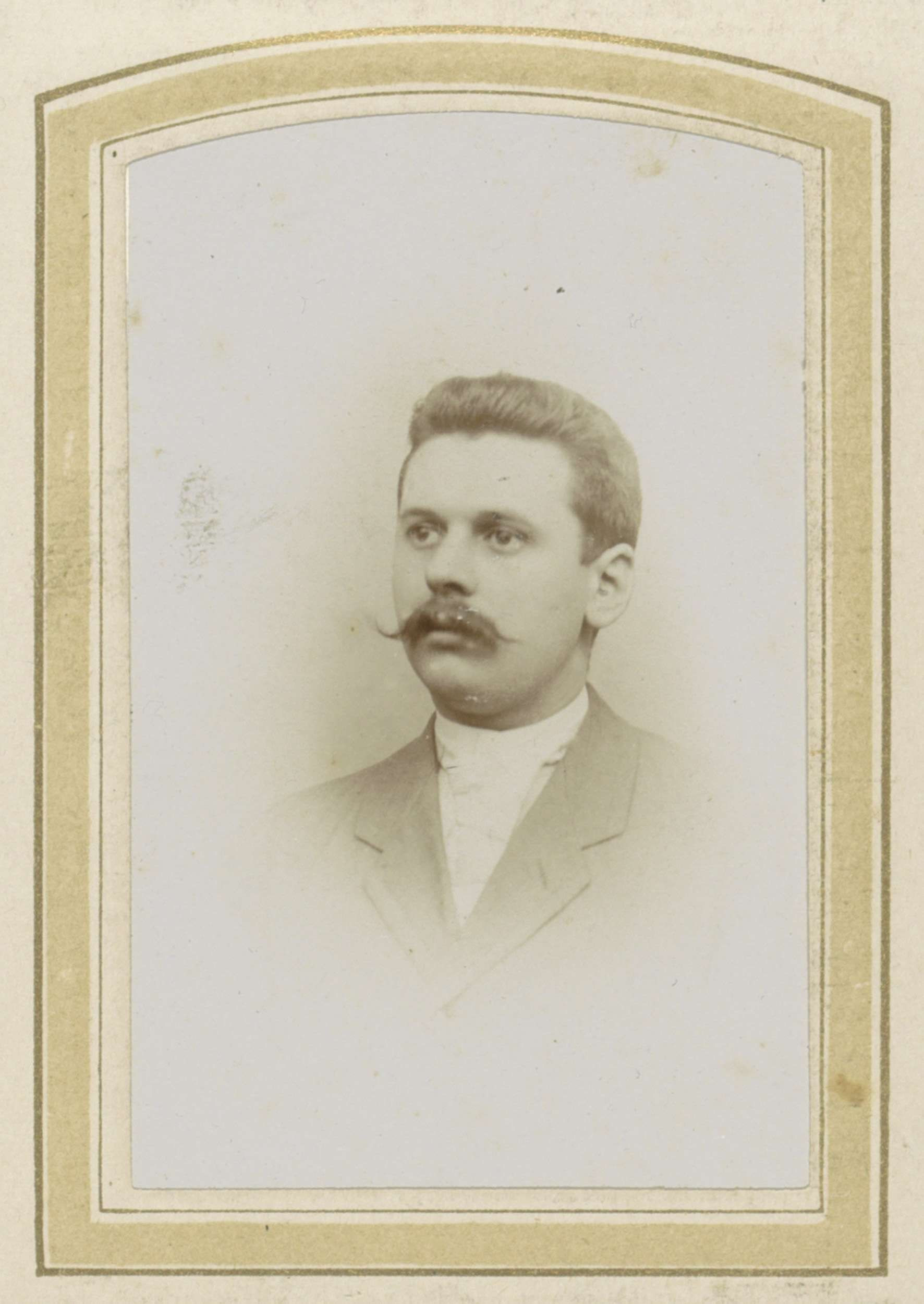
Porträt eines Mannes, um 1863–1899
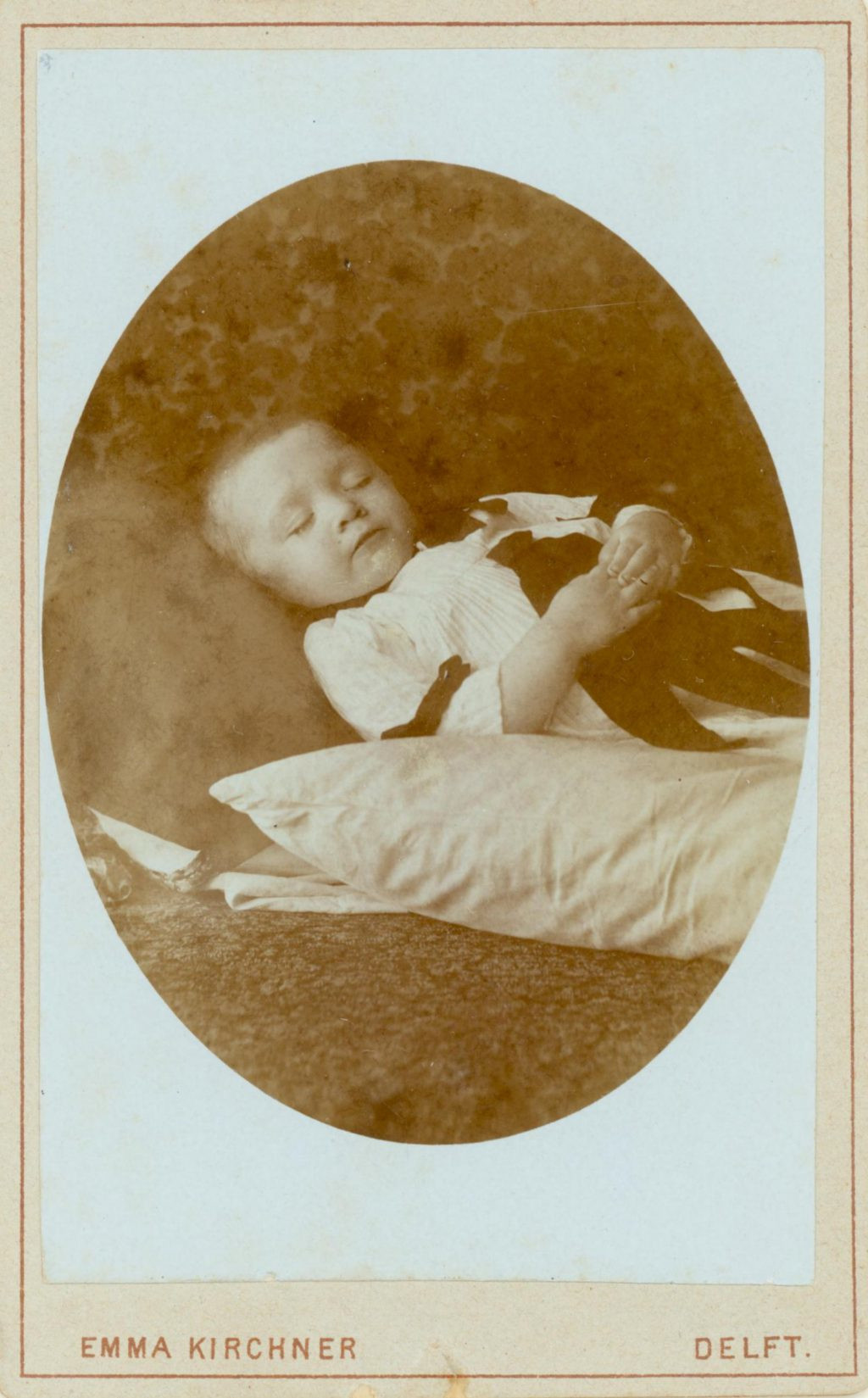
Todesporträt eines Kindes auf einem Kissen, Ende 19. Jahrhundert
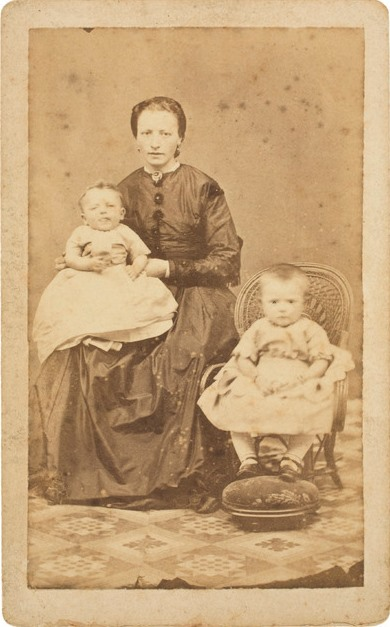
Porträt von Catharina Johanna Kikkert (1846–1886) mit zwei Kindern